# (227930) Athos
(227930) Athos est un astéroïde de la ceinture principale.

## Description
(227930) Athos est un astéroïde de la ceinture principale. Il fut découvert par Bernard Christophe le 14 avril 2007 à l'observatoire de Saint-Sulpice. Il présente une orbite caractérisée par un demi-grand axe de 3,14 UA, une excentricité de 0,232 et une inclinaison de 9,26° par rapport à l'écliptique.
Il fut nommé en hommage au mousquetaire Athos, personnage présent dans les romans d'Alexandre Dumas Les Trois Mousquetaires, Vingt Ans après et Le Vicomte de Bragelonne.

## Compléments